# Louis-Marie-Céleste d'Aumont
Louis-Marie-Céleste d'Aumont (Parigi, 7 settembre 1762 – Roissy-en-Brie, 9 luglio 1831) è stato un nobile, generale e politico francese.

## Biografia
Figlio del duca Louis-Alexandre-Céleste d'Aumont e di sua moglie, Félicité Le Tellier de Courtanvaux, Louis-Marie-Céleste nacque a Parigi nel 1762. Intraprese la carriera militare e divenne colonnello titolare del reggimento di cacciatori della Franca Contea, oltre ad ottenere il titolo di gentiluomo di camera del re per la sua appartenenza all'alta nobiltà.
Nel 1789 venne eletto  rappresentante del primo stato, quello della nobiltà, agli Stati Generali di quell'anno.  Durante la Rivoluzione emigrò con suo padre e si stabilì in Germania, come molti  nobili francesi, nell'aprile del 1791. Combatté per la restaurazione della monarchia nell'esercito del principe di Condé nel 1792, poi nelle truppe spagnole dal 1793 al 1797, dimostrando il suo coraggio in molti casi, soprattutto nella campagna del 1794. Promosso colonnello e cavaliere dell'Ordine di San Luigi (1795), nel 1796 ricevette il comando di un reggimento composto da volontari spagnoli della guarnigione di Madrid. Nel 1797 lasciò la Spagna su pressioni del Direttorio e raggiunse Luigi XVIII a Mitau.
Promosso maresciallo di campo nel 1800, accompagnò re Luigi in Svezia e poi in Russia. Nel 1805, con il consenso del sovrano, passò temporaneamente al servizio del governo svedese. Comandò le truppe e il quartier generale di re Gustavo nel Meclemburgo ed accompagnò il re svedese nella campagna del 1806 in Pomerania dove, per ordine reale, ebbe il compito di costituire un distaccamento di fanteria francese che indossava le uniformi dei realisti. Nel 1807 fu nuovamente impegnato in Pomerania e l'anno successivo combatté i russi nelle Isole Åland. Nel 1810 venne creato cavaliere dell'Ordine della Spada.
Si trasferì poi nel Regno Unito al seguito di Luigi XVIII. Durante il suo soggiorno in Inghilterra si distinse negli ambienti dell'alta società londinese per la sua abitudine (in Inghilterra inusuale) di far trainare la sua carrozza da quattro cavalli, guidati da postiglioni a cavallo e non da cocchieri come era in uso all'epoca. Questo tipo di accoppiamento con la carrozza di rappresentanza si diffuse presso l'alta società come simbolo di stravaganza ma anche di alta considerazione, al punto che lo sfruttarono sia l'imperatrice Josephine che Maria Luisa. Al suo ritorno in Francia con la Restaurazione, questa moda rimase e si diffuse ancor maggiormente al punto da divenire nota come "à la d'Aumont" oppure nella deformazione più comune "à la Daumont".
Fu ammesso alla Camera dei Pari nel 1815, dopo la morte del padre, il precedente duca d'Aumont, nel 1814. Durante i Cento Giorni cercò di mantenere la Normandia sotto il controllo dei realisti, ma venne costretto a rinunciare a questo progetto quando la resistenza divenne impossibile. Si trasferì a Jersey, dove, per ordine di Luigi XVIII, costituì un distaccamento composto da ufficiali francesi. Il 3 luglio ricevette uno stendardo dalla regina col quale, senza attendere i rinforzi promessi, sbarcò sulle coste della Normandia presso Aromanches con un gruppo di 130 militari. I realisti vennero accolti dal fuoco di cannoni da 36 libbre che il duca riuscì fortunosamente a catturare, marciando quindi su Bayeux dove issò la bandiera dei monarchici legittimisti. Ben presto riuscì ad avere al suo fianco un gruppo di 1500 uomini. L'8 luglio il duca entrò a Caen, dove venne raggiunto da nuovi volontari e da unità della Guardia Nazionale del Calvados.
Il 17 agosto 1815 il duca ebbe nuovamente il suo seggio alla Camera dei Pari, dove votò favorevolmente per l'esecuzione del maresciallo Ney. Nel 1817 fu nominato gran maestro dell'Ordine di Sant'Uberto in Lorena e Bar, il 17 febbraio 1819 divenne capo dell'8ª divisione di fanteria ed il 30 settembre divenne cavaliere della Legion d'onore, promosso al grado di ufficiale dal 19 agosto 1823.
Morì nel 1831.

## Matrimoni e figli
Si sposò tre volte. La prima volta si sposò il 6 agosto 1781 con Madeleine-Mélanie-Charlotte de Rochechouart-Fodoa (14 ottobre 1765 - 23 aprile 1790), figlia di Emery-Louis-Roger de Rochechouart, conte de Fodoa e di sua moglie, Marie-Melanie-Henriette de Barberi de Courtey. Da questo matrimonio nacquero due figli:
- Louis-Mélanie-Antoine-Ernest (25 ottobre 1782-1805)
- Adolphe-Henri-Emery (11 aprile 1785 - 14 dicembre 1848), duca d'Aumont, sposò il 25 agosto 1808 Albertine-Marie Shertan du Seuy (1786-1858)

Alla morte della prima moglie, si risposò il 24 marzo 1791 con Françoise-Pauline Fortuny de Chauvigny de Blot (1761 - 27 agosto 1829), dama di corte della duchessa d'Orleans, figlia di Louis de Chauvigny de Blo, conte du Vivier e di sua moglie, Marie-Marguerite de Champs, già vedova Antoine-Charles de Montessus, conte de Rully. Da questo matrimonio non nacquero figli.
Si risposò poi nel 1830 con una terza moglie, Eugénie-Louise de Frontele († 1844), dalla quale pure non ebbe figli.

## Ascendenza
|                                                         |                                             |                                                | Genitori                                                   |  |  | Nonni |  |  | Bisnonni                            |  |  | Trisnonni                     |  |
|                                                         |                                             |                                                |                                                            |  |  |       |  |  | Louis-Marie d'Aumont, duca d'Aumont |  |  | Louis d'Aumont, duca d'Aumont |  |
|                                                         |                                             |                                                |                                                            |  |  |       |  |  | Louis-Marie d'Aumont, duca d'Aumont |  |  | Louis d'Aumont, duca d'Aumont |  |
|                                                         |                                             | Olimpie de Brouilly, marchesa di Pienne        |                                                            |  |  |       |  |  | Louis-Marie d'Aumont, duca d'Aumont |  |  |                               |  |
| Louis-Marie-Augustin d'Aumont, duca d'Aumont            |                                             |                                                |                                                            |  |  |       |  |  | Louis-Marie d'Aumont, duca d'Aumont |  |  |                               |  |
|                                                         |                                             | Catherine de Guiscard                          | Louis de Guiscard, marchese di Guiscard-Magny              |  |  |       |  |  |                                     |  |  |                               |  |
|                                                         |                                             | Catherine de Guiscard                          | Louis de Guiscard, marchese di Guiscard-Magny              |  |  |       |  |  |                                     |  |  |                               |  |
|                                                         |                                             | Catherine de Guiscard                          | Angelique de Langlais                                      |  |  |       |  |  |                                     |  |  |                               |  |
| Louis-Alexandre-Céleste d'Aumont, duca d'Aumont         |                                             | Catherine de Guiscard                          |                                                            |  |  |       |  |  |                                     |  |  |                               |  |
|                                                         |                                             | Jean-Baptiste de Durfort, duca di Duras        | Jacques-Henri de Durfort, duca di Duras                    |  |  |       |  |  |                                     |  |  |                               |  |
|                                                         |                                             | Jean-Baptiste de Durfort, duca di Duras        | Jacques-Henri de Durfort, duca di Duras                    |  |  |       |  |  |                                     |  |  |                               |  |
|                                                         |                                             | Jean-Baptiste de Durfort, duca di Duras        | Margherita Félicité de Levy                                |  |  |       |  |  |                                     |  |  |                               |  |
| Victoire-Felicité de Durfort                            |                                             | Jean-Baptiste de Durfort, duca di Duras        |                                                            |  |  |       |  |  |                                     |  |  |                               |  |
|                                                         |                                             | Angelique Victoire de Bournonville             | Alexandre-Albert de Bournonville, principe di Bournonville |  |  |       |  |  |                                     |  |  |                               |  |
|                                                         |                                             | Angelique Victoire de Bournonville             | Alexandre-Albert de Bournonville, principe di Bournonville |  |  |       |  |  |                                     |  |  |                               |  |
|                                                         |                                             | Angelique Victoire de Bournonville             | Charlotte-Victoire d'Albert de Luynes                      |  |  |       |  |  |                                     |  |  |                               |  |
| Louis-Marie-Céleste d'Aumont, duca d'Aumont             |                                             | Angelique Victoire de Bournonville             |                                                            |  |  |       |  |  |                                     |  |  |                               |  |
|                                                         | Francois Mace Letelier, marchese di Louvois | Michel-Francois Letellier, marchese di Louvois |                                                            |  |  |       |  |  |                                     |  |  |                               |  |
|                                                         | Francois Mace Letelier, marchese di Louvois | Michel-Francois Letellier, marchese di Louvois |                                                            |  |  |       |  |  |                                     |  |  |                               |  |
|                                                         | Francois Mace Letelier, marchese di Louvois | Marie Anne Catherine d'Estre                   |                                                            |  |  |       |  |  |                                     |  |  |                               |  |
| Francois-Michel-Cesar Letelier, marchese di Courtinvaux | Francois Mace Letelier, marchese di Louvois |                                                |                                                            |  |  |       |  |  |                                     |  |  |                               |  |
|                                                         |                                             | Anna Luisa de Noailles                         | Anne-Jules de Noailles, II duca di Noailles                |  |  |       |  |  |                                     |  |  |                               |  |
|                                                         |                                             | Anna Luisa de Noailles                         | Anne-Jules de Noailles, II duca di Noailles                |  |  |       |  |  |                                     |  |  |                               |  |
|                                                         |                                             | Anna Luisa de Noailles                         | Marie-Françoise de Bournonville                            |  |  |       |  |  |                                     |  |  |                               |  |
| Felicité-Louise Letelier                                |                                             | Anna Luisa de Noailles                         |                                                            |  |  |       |  |  |                                     |  |  |                               |  |
|                                                         |                                             | François-Armand de Gonto, duca di Biron        | Charles Armand de Gontaut-Biron, duca di Biron             |  |  |       |  |  |                                     |  |  |                               |  |
|                                                         |                                             | François-Armand de Gonto, duca di Biron        | Charles Armand de Gontaut-Biron, duca di Biron             |  |  |       |  |  |                                     |  |  |                               |  |
|                                                         |                                             | François-Armand de Gonto, duca di Biron        | Marie Antoinette de Beautryu-Nogent                        |  |  |       |  |  |                                     |  |  |                               |  |
| Luise Antonine de Gonto-Biron                           |                                             | François-Armand de Gonto, duca di Biron        |                                                            |  |  |       |  |  |                                     |  |  |                               |  |
|                                                         |                                             | Marie Adelaide de Gramont                      | Antoine V de Gramont, duca di Gramont                      |  |  |       |  |  |                                     |  |  |                               |  |
|                                                         |                                             | Marie Adelaide de Gramont                      | Antoine V de Gramont, duca di Gramont                      |  |  |       |  |  |                                     |  |  |                               |  |
|                                                         |                                             | Marie Adelaide de Gramont                      | Marie-Christine de Noailles                                |  |  |       |  |  |                                     |  |  |                               |  |
|                                                         |                                             | Marie Adelaide de Gramont                      |                                                            |  |  |       |  |  |                                     |  |  |                               |  |